# Tidig dynastisk tid
Tidig dynastisk tid, även kallad Thinitisk tid eller Arkaisk tid, betecknar perioden omkring 2900 - 2770 f.Kr. i det forntida Egyptens historia.
Före omkring 3000 f.Kr. bestod Egypten av två delar: Nedre Egypten vid Nildeltat i norr och Övre Egypten i söder, norr om första katarakten. De två delarna enades under den legendariske förste kungen Menes, endast känd från hieroglyfer på rituella sminkpaletter, och Egyptens härskare efter honom kallade sig härskare av Övre och Nedre Egypten och deras regalier innehöll symboler för de båda rikena. Med Menes flyttades makten från de lokala, autonoma byarna kallade nomos till en central administration som utsåg lokala ämbetsmän och som lät uppföra tempel i trä och sandsten som också fungerade som administrationsbyggnader.
Faraonerna under 1:a Dynastin, samt 2:a Dynastin, uppförde gravmonument i Thinis och därför kallades tiden även för de Thiniska dynastierna. Staden Thinis låg något norr om Abydos, nära byn Girga i Övre Egypten. 
Det finns bevis på egyptisk expansion in i Nedre Nubien. Egypten under första dynastin bestod av större delen av Nildalen upp till första katarakten vid Assuan. Huvudstaden under denna period var Memfis (Men-nefer). 
Begravningsritualerna från fördynastisk tid fortlevde bland bönderna under den arkaiska tiden men de rika började uppföra mastabor, föregångarna till pyramiderna. Människooffer förekom i samband med begravningen av faraon, men detta upphörde i och med slutet på dynastin.